# Filialkirche in der Vorstadt

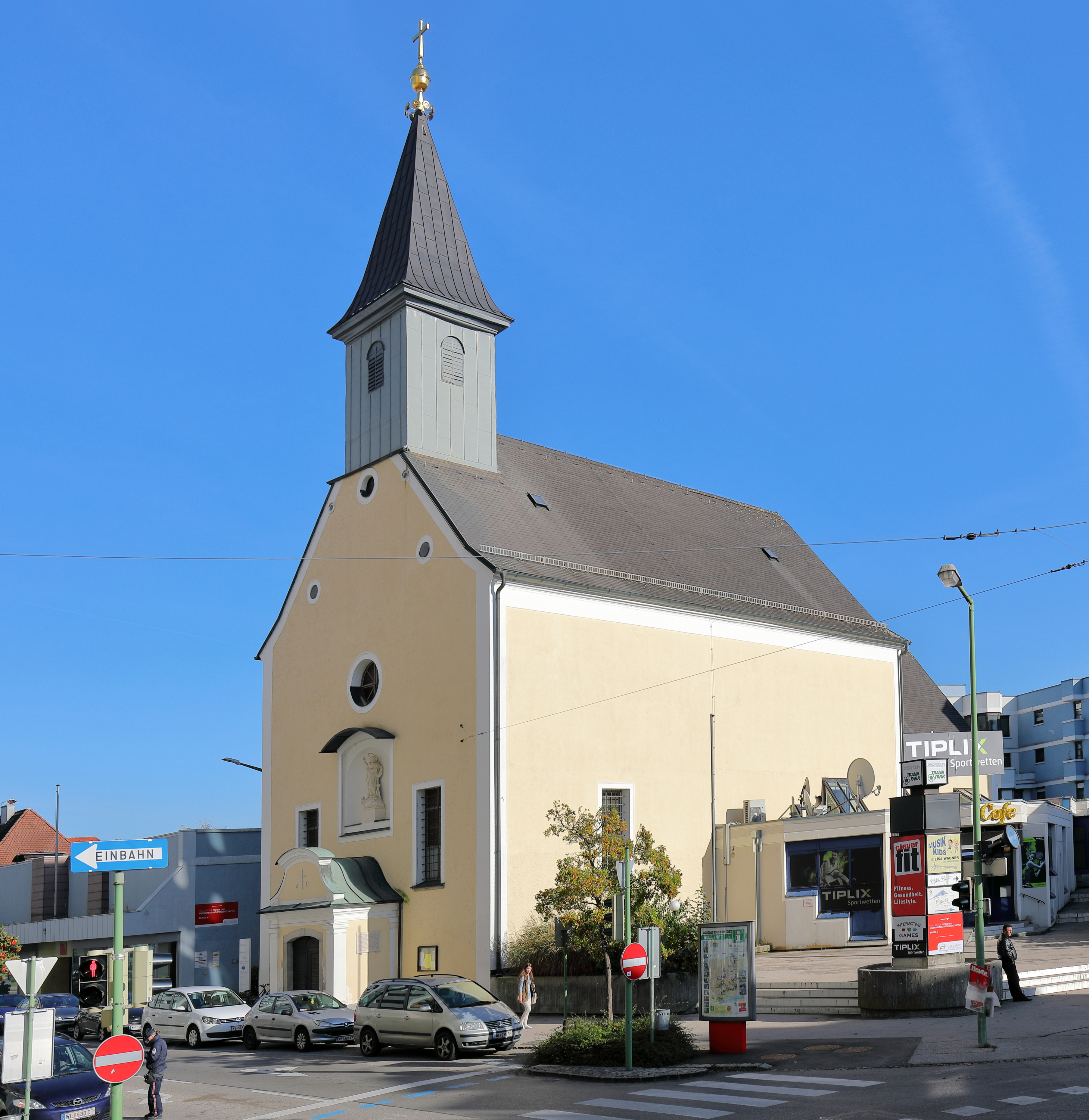
Filialkirche in der Vorstadt

Die römisch-katholische Filialkirche in der Vorstadt, auch Marienkirche Wels, steht in der Herrengasse in der Stadt Wels in Oberösterreich. Sie ist Mariä Verkündigung und dem heiligen Bonaventura geweiht und gehört zur Stadtpfarre Wels im Dekanat Wels in der Diözese Linz. Das Bauwerk steht unter Denkmalschutz (Listeneintrag).

## Geschichte
1628 wurde an dieser Stelle auf Initiative des Kremsmünsterer Abtes Antonius Wolfradt ein Kapuzinerkloster gegründet, Baumeister war Marx Spaz, welches aber 1785 durch Kaiser Joseph II. aufgehoben wurde. Die Kirche wurde 1630 bis 1631 erbaut. Die Klosterkirche wurde im selben Jahr als Pfarrkirche der zweiten Pfarre der Stadt Wels (Vorstadtpfarre) bestimmt. Mit der Weihe der Herz-Jesu-Kirche 1911 wurde die damalige Vorstadtpfarrkirche zur Filialkirche.

## Ausstattung
Die Orgel aus 1997 mit 14 Registern und 2 Manualen stammt von Andreas Kaltenbrunner.